# ماكسويل آرثر
ماكسويل آرثر (بالإنجليزية: Maxwell Arthur)‏ هو لاعب كرة قدم غاني، ولد في 4 ديسمبر 2000.